# Sabinella cysticola
Sabinella cysticola is een slakkensoort uit de familie van de Eulimidae. De wetenschappelijke naam van de soort is voor het eerst geldig gepubliceerd in 1925 door Koehler & Vaney.